# Paul Culpin
Paul Culpin (Kirby Muxloe, 8 febbraio 1962) è un ex calciatore inglese, di ruolo attaccante.

## Carriera
Dopo aver giocato nelle giovanili del Leicester City, nel 1982 gioca nel GrIFK nella seconda divisione finlandese. Passa quindi al Nuneaton Borough, club di Alliance Premier League (la prima divisione al di sotto della Football League), dove, ad eccezione di un secondo periodo in prestito in Finlandia nel 1984, rimane fino al termine della stagione 1984-1985, vincendo tra l'altro per 2 volte (nelle stagioni 1983-1984 e 1984-1985, rispettivamente con 41 e 36 reti) il titolo di capocannoniere del campionato.
Nell'estate del 1985 viene acquistato dal Coventry City, club di prima divisione: l'impatto con la nuova categoria (di 4 livelli superiore nella piramide calcistica inglese rispetto a quella in cui giocava in precedenza) fa sì che venga utilizzato con scarsa frequenza: nella stagione 1985-1986 gioca infatti 7 partite di campionato, nelle quali segna una rete (la sua prima nei campionati professionistici inglesi); viene comunque riconfermato anche per la stagione 1986-1987, nella quale però vede il campo con ancor minore frequenza (2 presenze ed un gol in campionato). A fine stagione viene ceduto al Northampton Town, club di terza divisione, dove rimane per 2 stagioni totalizzando complessivamente 63 presenze e 23 reti in campionato. Passa quindi al Peterborough Utd, con cui in 2 stagioni conquista altrettante promozioni, rimanendo poi in squadra anche per la stagione 1991-1992: complessivamente in 3 anni totalizza 47 presenze e 14 reti, passando inoltre anche un periodo in prestito in quinta divisione al Barnet (5 presenze e 3 reti). Nella parte finale della stagione 1991-1992 gioca poi 2 partite in quarta divisione all'Hereford Utd. Nell'estate del 1992 torna al Nuneaton Borough, dove rimane fino al 1996, sempre in quinta divisione. Si ritira nel 1997, dopo una stagione trascorsa nel Kirby Muxloe, club dilettantistico della sua cittadina natale.

## Palmarès

### Club

#### Competizioni nazionali
- Coppa d'Inghilterra: 1

Coventry City: 1986-1987

### Individuale
- Capocannoniere della Alliance Premier League: 2

1983-1984 (41 reti), 1984-1985 (36 reti)